# Битон, Дэвид
Дэвид Битон (англ. David Beaton; 1494[…], Файф, Шотландия — 29 мая 1546, Замок Сент-Эндрюс, Шотландия) — кардинал, архиепископ Сент-Эндрюса, лидер католической профранцузской партии в Шотландии в первой половине XVI века.

## Начало карьеры
Дэвид был племянником Джеймса Битона, архиепископа Сент-Эндрюсского (1521—1539) и канцлера Шотландии в период несовершеннолетия короля Якова V Стюарта. В молодые годы Дэвид был шотландским послом во Франции и, в частности, возглавлял в 1538 году переговоры о браке короля Якова V и Марии де Гиз, родственницы французских королей. С этого времени ведёт начало приверженность Битона франко-шотландскому союзу, традиционному для внешней политики Шотландии на протяжении XIV—XV веков. В 1537 году Битон стал епископом Мирепуа во Франции, а в декабре 1538 года кардиналом. После смерти своего дяди, архиепископа Сент-Эндрюсского в 1539 году Дэвид также возглавил и это важнейшее в Шотландии архиепископство.

## Вхождение в правительство
В конце правления Якова V, в условиях отстранения крупной аристократии от власти, кардинал Битон и подчиненное ему духовенство Шотландии, стали главной опорой короля. В 1542 году кардинал фактически возглавил правительство страны. Однако катастрофа при Солуэй-Моссе в ноябре 1542 года и смерть Якова V в декабре того же года прервали период стабильности в Шотландии.
Королевой была провозглашена Мария Стюарт, дочь Якова V, которой к моменту смерти отца исполнилось лишь 6 дней отроду. Регентом страны стал наследник престола Джеймс Гамильтон, 2-й граф Арран, а Дэвид Битон был назначен канцлером Шотландии. Однако взаимопонимание между Арраном и Битоном было вряд ли возможно: регент склонялся к протестантству и пострадал от репрессий со стороны кардинала еще при Якове V. В то же время в страну вернулись эмигранты-сторонники союза с Англией, изгнанные или бежавшие из Шотландии в период правления Якова V. В результате в конце января 1543 года Арран арестовал кардинала и сформировал проанглийское правительство во главе с графом Ангусом. Новое руководство страны объявило о свободе вероисповедания и организовало заключение Гринвичского договора с Англией, предусматривающий брак Марии Стюарт и наследника короля Англии.

## Глава профранцузской партии
Тем временем кардинал Битон, находясь в Сент-Эндрюсском замке, занимался сплочением католических и антианглийских сил в стране. Он смог заручиться поддержкой королевы-матери Марии де Гиз, графов Аргайла и Хантли, а также Леннокса, второго после Аррана в списке наследников шотландской короны. Кардинал активно использовал свои возможности как главы церкви Шотландии для привлечения на свою сторону дворян из числа сторонником Аррана. Усиление Битона и его партии, а также непомерные требования Генриха VIII Тюдора, короля Англии, заставили регента капитулировать: в конце 1543 года он сместил Ангуса, разорвал соглашение с Англией и вновь назначил канцлером Дэвида Битона. Кардинал добился от Франции помощи финансами и вооружением и подавил мятеж Ангуса и его сторонников.

## Политика кардинала Битона
Политика кардинала спровоцировала вооруженный конфликт с Англией. В мае 1544 года английская армия под командованием графа Хартфорда вторглась в Шотландию, разоряя всё на своем пути и уничтожая католические церкви. Это вынудило Битона расширить опору своей власти и, с помощью королевы Марии де Гиз, привлечь на свою сторону умеренное крыло про-английской партии. Кардинал отказался от безоговорочной ориентации на Францию и смог убедить графа Ангуса войти в правительство, что существенно укрепило режим. Однако ситуация в стране была далека от стабильности — в 1545 году новое вторжение Хартфорда уничтожило урожай зерновых, граф Леннокс захватил Дамбартон, гэльские кланы северо-запада Шотландии подняли мятеж против центральной власти.

## Борьба с протестантством и смерть кардинала
Наибольшую угрозу политике кардинала Битона представляло расширение протестантства в Шотландии. Идеи Мартина Лютера и Ульриха Цвингли быстро распространялись в шотландских городах, а также Файфе и Кайле. Законы против еретиков практически не действовали. Кардинал Битон после укрепления своего положения в шотландском правительстве, попытался возобновить преследования протестантов и очистить католическую церковь от влияния новых идей. 1 марта 1546 года с санкции кардинала был казнён Джордж Уишарт, один из самых пламенных проповедников реформатской церкви. Это спровоцировало кризис: 29 мая 1546 года группа радикально-протестантских дворян из Файфа, во главе с Норманом Лесли и Уильямом Киркалди, ворвалась в Сент-Эндрюсский замок и убила кардинала Битона.
Смерть Дэвида Битона послужило одним из важнейших этапов торжества протестантизма в Шотландии.